# 카스카 (베르세르크)
카스카(영어: Casca 카스카[*] 일본어: キャスカ 캬스카[*])는 <베르세르크>의 등장인물이자 주연이다. 매의 단의 전직 대대장이자 홍일점이었다.

## 상세
거츠가 험한 꼴을 당하면서도 끝까지 살아가는 이유 중 하나. 그와의 첫 인상은 최악에 가까웠지만, 우여곡절을 겪고 친해지며 믿을 수 있는 전우를 넘어 끝내 연인이 된다. 캐스커 (진격의 거인)
비록 초반부에 지나지 않았지만, 카스카는 매의 단에 소속되어 용병으로서 활동을 시작한 게 가츠와 비슷하다. 전장에서 부드러운 움직임으로 칼을 휘두르는 모습은 캐스커가 왜 매의 단 최고참이자 대대장의 자리를 맡게 되었는지를 알게 해준다. 황금시대 편 초반에 매의 단 내에서 캐스커를 검술로 이길 수 있는 건 그리피스 뿐이라는 언급이 나왔다. 월경 중인 데다 적군에게 둘러싸여 무기도 없는 상황에서 적군의 무기를 빼앗아 2~3명을 베어버리거나, 덮쳐진 상태에서도 나뭇가지로 적의 눈을 찔러 털어낸 뒤 금세 검을 집었다. 또한 돌도레이 공략전 때는 방심해서 마비독을 바른 화살을 맞고 벽까지 몰렸으나, 창의 충격을 이용해 공중제비를 돌아 적장 아돈을 베어버렸다. 극장판에서는 바로 코 앞까지 들이댄 창을 악력으로 쥐어 아돈이 당황한 사이, 검을 뽑아 그대로 입에 박아넣어 죽여버린다. 이 외에 시라트를 상대로 아크로바틱을 하는 등 판금 갑옷을 입고도 사람이 못할 짓을 하는 신체능력을 보여 준다.
기억을 되찾은 후 2년간 유아퇴행해 있던 동안 몸이 많이 약해지긴 했지만, 숲의 수호자 의복와 검으로 무장한 후, 다난이 대련용으로 내보낸 바이킹 갑주 차림의 골렘과의 대련에서 몸에 밴 기교를 되살려 가볍게 승리하는 모습을 보여줬다. 강마의 의식 이전 그리피스와 호각을 다룰 정도의 실력이라고 언급된 세르피코나, 전직 기사단 부단장이었던 아잔, 나름 검술에 조예가 있는 로드릭도 이를 보고 감탄했다. 아마 다시 단련을 거친다면, 거츠 일행 내에서 최고의 강자가 될 가능성이 높다.

### 나이
작중 카스카의 나이는 거츠와 동갑으로 추정된다. 다만 극장판 설정에 의하면 그리피스는 두 사람보다 3살 위로 설정되었으나, 원작 공식 가이드북에는 동갑으로 통일 설정되었다. 물론 카스카보다 못해도 두세 살은 많아보이던 그리피스가 동갑이라는 설정이 억지스럽게 들리긴 하다. 일단 12세에 구출받았을 때 그리피스는 거의 성인 같은 외모였다.
- 1세 ~ 12세: 가난한 농부의 5째 막내딸로 살아오다 귀족에게 시종으로 팔려감. 그리피스와의 만남으로 구원받고 매의 단 입단.
- 12세 ~ 15세: 그리피스의 비밀 확인. 3년 후 가츠의 매의 단 입단.
- 18세 ~ 19세: 3년간 매의 단 천인중대장으로 활약, 백봉기사단 기점으로 가츠 매의 단 탈퇴, 그리피스의 체포로 인해 반란군으로 몰려 대신 군을 지휘해 윈덤 탈출.
- 20세: 1년 동안 그리피스를 대신해 매의 단 대장 수행, 거츠와의 거사, 강마의 의식으로 유아퇴행.
- 20세 ~ 22세까지: 2년간 요정의 동굴에서 요양. 에리카의 실수로 길을 잃고 알비온의 창녀촌에서 루카에게 거둬짐. 사교도 사냥에 휘말려 모즈구스에 의해 마녀로 몰려 화형당할 뻔했으나 가츠에게 구출됨.
- 23세-24세: 거츠와 함께 여행 시작. 파티가 모이고 엘프 헬름까지 항해. 기억 회복.

매의 단에 입단하고 나서는 유년 시절의 순종적인 티를 벗어던지고 머리를 아주 짧게 잘라 일반적인 용사 같은 모습으로 보였으나, 거츠의 입단 이후 머리를 조금 길렀고 가츠와 엮이면서 점점 본심을 드러내며 솔직해지고 있다.

## 작중 행적
자세한 것은 해당 문서 참조 바람.

### 참혹한 삶
베르세르크 내엔 흔치 않은 여성 메인 캐릭터였고 작품 세계관 설정상 여성의 권리가 현저하게 낮던 시대인지라 가츠에 버금가게 심하게 구르는 캐릭터였다. 어린 시절엔 변태 귀족에게 팔려가 노예가 될 뻔했고, 비교적 평온한 시절이었던 매의 단 시절만 해도 코르커스와 그 휘하의 부하들한테도 성차별적인 발언을 종종 들은 건 물론이요(그나마 무력으로 입단속 시켰지만), 적들에게도 수차례 성폭행 당할 뻔한 적이 있었다. 그래도 와이얼드전이나 일식 때처럼 초자연적인 존재가 아닌 인간들을 상대로는 스스로 위기를 벗어났다. 용병단 내에서도 그리피스와 가츠 다음 가는 실력가였지만 그 둘의 존재감과 무력이 너무나 강력하여 활약 기회가 별로 없었고, 그리피스와 가츠 사이에 낀 희생자이자 가츠가 폭주하는 장치로써의 모습만 보여주었는데, 결국 작 초반부를 비롯, 강마의 의식 등을 거쳐 백치 상태로 방황하다, 마침내 작중 시간 3년이나 거쳐 기억이 다시 돌아왔지만, 이마저도 부작용으로 거츠를 볼 때마다 트라우마가 도져버리는 탓에 거츠와 더불어 여러모로 박복한 캐릭터가 되고 말았다.
드림캐스트 판 게임 <천년제국의 매편 : 상실화의 장>에선 사람을 미치게 만드는 만드라고라 용액에 빠졌다가 잠시 제정신으로 돌아왔었다.(금방 다시 맛이 가버리지만) 원작자가 참여한 공식 스토리이긴 하지만 이 게임 결말에서 만드라고라는 전부 파괴됐다. 
카스카는 이미 수없이 많은 남성들에게 차별 받고 그리피스에게 당한 강간 때문에 거츠를 굉장히 두려워했고 혐오했으며 조금이라도 가까이 오기만 하면 새로운 보호자인 파르네제 뒤로 피하거나 경계 태세로 으르렁거렸다.거츠에게는 그야말로 그리피스와 함께 애증의 대상이긴 하지만, 그리피스가 끝내 거츠에게 절망을 준 것과 달리 카스카는 정신이 나간 상태에서도 가츠가 무너지지 않게 하는 원동력이기도 하다. 하지만 거츠가 이미 몸 담고 있는 곳은 마의 세계이고, 두 번 정도 악령에 씌여서 카스카를 죽일 뻔한 적도 있었기 때문인지 현재 거츠는 카스카를 조금 피하는 분위기다. 다만 카스카에게 흑심을 품고 건드리거나, 약간이라도 위해를 입히는 순간에는 가츠는 그야말로 빡 돌아 버린다. 거츠의 연인이자 그가 제정신을 유지하게 해주는 정신적 버팀목. 거츠가 살아가는 또다른 이유이기도 하다. 다른 하나는 그리피스에 대한 증오.

## 기타
- 서구식 판타지 배경인 애니/만화에선 보기 드문 유색인종 주인공이다. 작중 등장하는 적국인 쿠샨 제국인들이 갈색의 피부를 띠는 것을 생각했을 때 카스카도 쿠샨계 혼혈이 아닌가 하는 추측이 있다. 극장판에서는 그다지 티가 나는 정도는 아니지만 원작이나 구 TVA, 신 TVA를 보면 차이가 확연히 드러나는 편이며, 꽃보라의 왕도 카스카를 '다크 엘프'와 같은 피부색이라고 말한 바 있다. 일단 미우라 작가는 오피셜 가이드북에 수록된 인터뷰에서 캐스커는 자신의 좋아한 여성 캐릭터 취향을 모아서 설정한 캐릭터라고 밝혔다.
- 돌도레이 공략 이후, 백봉 기사단 작위를 받았던 무도회 씬이 원작과 구 애니판, 극장판마다 조금씩 차이가 있는데 원작(구 애니 판)에서는 프릴로 장식된 붉은 드레스를 입고 꽃으로 장식된 목걸이와 머리띠를 하고 나왔으나, 극장판에서는 시대의 고증을 고려했는지 붉은 리본과 레이스 장식의 하얀 실크 드레스를 입고 간소한 보석 목걸이와 서클렛을 착용하고 나온다. 또한 자신을 비롯한 다른 멤버들이 알지 못하는 새에 그리피스를 암살하려던 왕비의 계략을 오히려 그리피스가 역이용하여 가츠의 도움으로 왕비와 그 일당들을 암살해버린 원작(구 애니 판)과 달리, 극장판에서는 샤를로트 공주와 대화하는 그리피스를 보고 시무룩해있던 걸 가츠가 보고 춤을 청하면서 카스카는 서툴게나마 거츠와 함께 춤을 춘다.
- 매의 단 시절에 2인자였다. 가츠가 매의 단에 들어오게 되는 에피소드에서 캐스커가 가츠에게 밀리자 구경하던 다른 대원들이 "우리 중에 카스카를 이길 수 있는 건 그리피스 뿐인데!"라며 당황한다. 그러나 가츠가 들어온 후 졸지에 3인자가 됐다. 뭐 이건 무력 순위로나 그렇고 매의 단 전체에서의 인망이나 지도력을 생각하면 캐스커가 줄곧 2인자다. 이런저런 활약을 펼쳤던 걸 생각하면 현재의 그 처량한(?) 신세가 너무 아깝다고밖에 볼 수 없다. 그래선지 가끔 2차 창작에선 가츠와 캐스커의 상황을 반대로 바꿔보기도 한다. 예를 들면 검은 검사 카스카를 예로 들 수 있다. 그리고 일식 때 사도들이랑 펨토한테 범해지는 게 거츠인 하드코어 BL 동인지도 있다.
- 한국의 일렉트로니카 그룹인 캐스커(Casker)의 이름을 여기서 따왔다고 한다. 영어 표기는 다르지만. 이준오 입장에선 1집 발매 전~1집까지만 해도 혼자 하는 팀이었기 때문에 그냥 자신의 DJ명처럼 아무 생각 없이 지었다고 한다. 그런데 이것이 이융진이 들어오면서 바뀌지 않고 팀명으로도 굳어졌다고. 2집 때 고스트스테이션의 인디 온 스포트라이트 코너에 출연했는데 신해철 曰 "그 캐릭터는 너무 많이 당하지 않았나요?" 그리고는 잠시 정적이 돌았다. 사족이지만 2017년 베르세르크 무쌍이 나오던 날, 그룹명을 카스카에서 따왔으면서 이준오는 예명을 왜 거츠로 안 했냐는 팬의 이야기를 언급한 프로듀서의 인스타그램에 융진은 '(이준오가) 거츠가 아니라 천만다행'이라는 답을 남겼다.